# Yekaterina Khramenkova
Yekaterina Khramenkova, née le 16 octobre 1956, est une ancienne athlète biélorusse qui a représenté l'Union soviétique puis la Biélorussie, spécialiste des courses de fond.

## Palmarès
Championnats d'Europe d'athlétisme
- Championnats d'Europe d'athlétisme de 1986 à Stuttgart ( Allemagne de l'Ouest)
  -  Médaille de bronze sur le marathon

Marathons
- Marathon de Valence
  - Vainqueur en 1992
- Marathon de Madrid
  - Vainqueur en 1992
- Marathon de Lisbonne
  - Vainqueur en 1992